# Светих 156 мученика
Светих 156 мученика су хришћански светитељи и мученици пострадали у Палестини у 4. веку. Били су предвођенин епископима Палејем и Нилом, свештеницима Зиноном, мученицима Партемутијем и Иилијом, епископом Силуаном и старцем Јованом.
Свети Пелеј је био један од четворице хришћана који су предводили богослужење за прогоњене хришћане осуђене да раде у палестинским каменоломима након Диоклецијановог прогона. Када је римски цар Галерије сазнао за ово, наредио је да се Пелеј жив спали заједно са осталим вођама: Нилом, Илијом и Патермуцијем, а хришћани су заробили и послали у руднике на Кипру и Либану. 
Од ових светих мученика 50 (или по другима 40) су били Палестинци, а остали Мисирци (Египћани). Највећи број њих је пострадао у граду Тиру и околини у време цара Галерија око 310. године. Неки од ових мученика, после многих мучења, пострадали су од мача, а друти од огња. Међу њима су страдала и два епископа из Египта: Пелеј (или Филеј) и Нил, свештеник Зинон, и два старца: Патермутије и Илија. С њима је страдао и епископ Силуан, родом из Газе (кога спомиње историчар Јевсевије Кесаријски) и знаменити слепи старац Јован, који је знао Свето Писмо напамет и тако га изговарао на хришћанским богослужењима. Они су пострадали после смрти цара Галерија, за време цара Максимина, заједно са другим старијим мученицима, који нису могли радити тешке послове у каменоломима и рудницима, где је свети Силуан био затворен. 
Православна црква помиње светих 156 мученика 17 (30.) септембра.